# Alex Berg
Pour les articles homonymes, voir Berg.
Œuvres principales
- Série Valérie Weymann
- Série Armin Stahl

Alex Berg, pseudonyme de Stephanie Baumm, née en 1963 à Pforzheim, est une journaliste et une écrivaine allemande, auteure de roman policier.

## Biographie
Après des études en Droit, Stephanie Baumm fait carrière en journalisme et signe des articles dans le Hamburger Abendblatt et le Kieler Nachrichten, deux journaux régionaux d'Allemagne du Nord.
À partir de 2006, elle se consacre à l'écriture d'une série policière ayant pour héros le commissaire Armin Stahl.
Comme écrivaine, elle est toutefois mieux connue, sous le pseudonyme de Alex Berg, pour sa série policière, mâtinée d'espionnage, ayant pour héroïne la jeune et brillante avocate Valérie Weymann, parfois aidée dans ses enquêtes par son ami Mayer, un agent des services secrets.

## Œuvres

### SérieArmin Stahlsignée Stephanie Baumm
1. (de) Unsterblich wie der Tod, 2006
2. (de) Der Tod wartet nicht, 2008
3. (de) Am Anfang war der Tod, 2009

### SérieValérie Weymannsignée Alex Berg
1. Zone de non-droit, Jacqueline Chambon, 2012 ((de) Machtlos, 2010), trad. Justine Coquel, 283 p.  (ISBN 978-2-330-01520-6)Réédition Actes Sud, coll. « Babel noir » no 118, 2014, 352 p. (ISBN 978-2-330-03279-1)
2. La Marionnette, Actes Sud, coll. « Actes noirs », 2014 ((de) Die Marionette, 2011), trad. Patrick Démerin, 312 p.  (ISBN 978-2-330-03190-9)Réédition Actes Sud, coll. « Babel noir » no 153, 2016, 416 p. (ISBN 978-2-330-06117-3)
3. Semailles mortelles, Jacqueline Chambon, 2018 ((de) Gefährliche Saat, 2017), trad. Jacqueline Chambon, 336 p.  (ISBN 978-2-330-10404-7)

### Romans indépendants
- Ta fille morte[2], Jacqueline Chambon, 2016 ((de) Dein tötes Mädchen, 2012), trad. Denis Michelis, 259 p.  (ISBN 978-2-330-05803-6)Réédition Actes Sud, coll. « Babel noir » no 218, 2019, 336 p. (ISBN 978-2-330-11841-9)
- La Fille de la peur, Jacqueline Chambon, 2017 ((de) Tochter der Angst, 2015), trad. Denis Michelis, 272 p.  (ISBN 978-2-330-07331-2)